# صائد الساحرات الأخير
صائد الساحرات الأخير (بالإنجليزية: The Last Witch Hunter)‏ هو فيلم خيال علمي وحركة أمريكي ، إخراج بريك ايزنر. الفيلم بطولة النجم فين ديزل باعتباره صياد الساحرات . ومن المقرر عرض الفيلم في 23 أكتوبر 2015.

## قصة الفيلم
في قالب خيالي، يحاول صائد الساحرات الوحيد الباقي على وجه الأرض أن يقف في مواجهة الساحرات في مدينة نيويورك في عصرنا الحالي.

## روابط خارجية
- صائد الساحرات الأخير على موقع IMDb (الإنجليزية)
- صائد الساحرات الأخير على موقع ميتاكريتيك (الإنجليزية)
- صائد الساحرات الأخير على موقع روتن توميتوز (الإنجليزية)
- صائد الساحرات الأخير على موقع نتفليكس (الإنجليزية)
- صائد الساحرات الأخير على موقع قاعدة بيانات الأفلام العربية
- صائد الساحرات الأخير على موقع ألو سيني (الفرنسية)
- صائد الساحرات الأخير على موقع Turner Classic Movies (الإنجليزية)
- صائد الساحرات الأخير على موقع أول موفي (الإنجليزية)
- صائد الساحرات الأخير على موقع بوكس أوفيس موجو (الإنجليزية)
- صائد الساحرات الأخير على موقع فيلمافينيتي (الإسبانية)